# Ahmad al-Haszszani
Ahmad al-Haszszani (arab. ‏أحمد الحشاني‎, Aḥmad al-Ḥaššānī, fr. Ahmed Hachani, ur. 4 października 1956 w Tunisie) – tunezyjski polityk, premier w latach 2023–2024.

## Życiorys
Ahmad al-Haszszani urodził się 4 października 1956 w Tunisie. W 1983 ukończył studia prawnicze ze specjalizacją w dziedzinie prawa publicznego, następnie od 1984 do 2017 pracował w Centralnym Banku Tunezji, w którym był m.in. dyrektorem generalnym ds. zasobów ludzkich oraz doradcą prawnym i ds. zasobów ludzkich. Z ramienia Banku zasiadał w zarządach licznych spółek.
1 sierpnia 2023 został mianowany premierem przez prezydenta Kajsa Su’ajjida, zastępując Nadżlę Budan. 7 sierpnia 2024 prezydent odwołał go z urzędu. Nowym premierem został Kamel Madouri.
Jest żonaty, ma dwójkę dzieci.